# 獨佔優勢理論
獨佔優勢理論(Monopolistic Advantage Theory)是一種國際企業理論，用來解釋為何企業能在海外與當地競爭者競爭。

## 發展
Stephen Hymer對於為何現行的新古典國際貿易理論，與國際財務理論（資本投資組合，Portfolio Capital Investment）無法解釋企業海外活動感到好奇。根據新古典理論，已開發國家資本相對勞動來得豐沛，理論上應當出口資本密集產品並進口勞動密集產品。假如有關稅或非關稅貿易障礙，這些國家可能出口資本，或部分可替代產品，因而可以在資本相對稀缺，而勞動卻很豐富的開發中國家，取得當地較高的利率水準。然而自從1945年，實證上的貿易與資本流動主要發生在具有類似要素稟賦的工業化國家之間。Hymer提出個體經濟的方法，強調個別企業為解釋商品與資本國際流動的主要因素。他認為FDI延伸投資組合方法，強調完全控制所取得的資產，可能導致比單純將該資產作為投資組合之一，所獲得的預期報酬更高。